# Чагарниця анамська
Чагарни́ця анамська (Garrulax annamensis) — вид горобцеподібних птахів родини Leiothrichidae. Ендемік В'єтнаму. Раніше вважалася підвидом смугастоволої чагарниці.

## Опис
Довжина птаха становить 24—25 см, з яких на хвіст припадає 8,8—10 см. Довжина крил становить 8,3—9,2 см, довжина дзьоба 25-27 мм. Забарвлення переважно коричневе, горло чорне, груди оранжеві, поцятковані чорними плямками. Над очима оранжеві «брови».

## Поширення і екологія
Анамські чагарниці мешкають на плато Далат у південному В'єтнамі. Вони живуть у тропічних лісах і чагарникових заростях. Зустрічаються на висоті від 915 до 1510 м над рівнем моря. Живуть парами, не утворюють великих зграй. Сезон розмноження триває з квітня по липень. У кладці 2—3 яйця.